# هانامیگاوا-کو
هانامیگاوا-کو (به لاتین: Hanamigawa-ku) یک منطقهٔ مسکونی در ژاپن است که در چیبا واقع شده‌است. هانامیگاوا-کو ۳۴٫۲۴ کیلومترمربع مساحت و ۱۷۹٬۷۷۰ نفر جمعیت دارد.